# Die schwarzen Schafe
Die schwarzen Schafe ist eine satirische Kurzgeschichte, für deren Lesung der damals noch unbekannte Autor Heinrich Böll den Literaturpreis der Gruppe 47 auf der Zusammenkunft Anfang Mai 1951 in Bad Dürkheim gewann. Am 12. Juni desselben Jahres wurde die kleine Erzählung im SWF gelesen, und im September 1951 erschien sie im Opladen Verlag Friedrich Middelhauve. Bis Ende April 1951 war Böll als Aushilfskraft bei der Stadt Köln tätig gewesen. Nach der Preisvergabe musste er sich nicht mehr für den neuen Hauptberuf rechtfertigen. Fortan arbeitete Böll als freier Schriftsteller. Ein Autorenvertrag bei Kiepenheuer & Witsch bahnte den Weg.

## Inhalt
Als der Erzähler seine Geschichte mitteilt, fühlt er, dass sich sein Leben dem Ende zu neigt. Die Zeichen sind untrüglich. Er sieht sich innerhalb seiner Familie als letztes Glied in der bisher über Generationen nicht abgerissenen Kette der schwarzen Schafe. Zu jeder Zeit gab es bisher genau eines in der Familie. Der Erzähler weiß, dass er zurzeit das schwarze Schaf sein muss. Zum Beweis erzählt er die Geschichte seines Onkels Otto. Dieser Mensch hielt sich zu Lebzeiten nicht an die Normen gutbürgerlichen Zusammenlebens, sondern behielt viel lieber seine Freiheit. Onkel Otto lebte nur auf Pump. Reihum borgte der Onkel sich kleinere Geldbeträge von den Vätern der Familie. Jedes Mal flocht er in die Geldbitte das in der ganzen Familie gefürchtete Wort „kurzfristig“ ein.
Rasch kommt der Erzähler zu einer Merkwürdigkeit. An seinem letzten Lebenstag holte Onkel Otto einen größeren Lottogewinn ab und starb auf dem Heimwege bei einem Verkehrsunfall. Mit dem Gewinn konnten alle Schulden – vom Verstorbenen zu Lebzeiten sorgsam notiert – beglichen werden. Den Rest hatte der Onkel dem Erzähler per Testament vermacht. Onkel Otto kannte also seinen Nachfolger. Und er hatte Recht. Der Erzähler bricht nach der Erbschaft aus dem gutbürgerlichen Leben aus, verjubelt das Erbe, gewinnt in der Lotterie, kann somit den stattlichen Schuldenberg mit Leichtigkeit abtragen und hat noch eine schwere Aufgabe. Nach dem Gesetz der Serie muss der Erzähler nun kurz vor dem vermeintlich bevorstehenden Tode sich nach seinem Nachfolger umsehen. Wie heißt der Junge aus der Familie, dessen Namen er testamentarisch bestimmen soll?

## Rezeption
- Balzer merkt zu Die schwarzen Schafe an: „Böll ist kein humoristischer Schriftsteller“, stellt jedoch „das Abfällige in seiner Erhabenheit“ dar. Zutaten der Erzählung seien „minimaler Optimismus, Trauer“ und „humane Qualität“.[8]
- Barner spricht von „hintergründiger humorvoller Familiensatire“.[9]